# Sensible Soccer: European Champions
Sensible Soccer es un videojuego de fútbol desarrollado por Sensible Software y distribuido por Renegade Software.

## Historia
Salió a la venta en 1992 en Japón, y en 1993 en Estados Unidos y Europa. Se lanzó al mercado en los formatos más comunes del mundo de los videojuegos en aquella época: Amiga, PC, Master System, Mega Drive, Sega Mega-CD, Nintendo Entertainment System y Super Nintendo Entertainment System.
Este videojuego tuvo una buena acogida por parte de la prensa española especializada en videojuegos (Hobby Consolas, TodoSega, Nintendo Acción, Micromanía), la cual lo calificó como un juego sencillo pero enormemente adictivo.
En la actualidad este juego sigue vivo gracias a sus devotos fans que han creado emuladores de la versión amiga para poder jugar en línea ( sensiblesoccer.de y swosit.com ), también  siguen mejorando el juego con actualizaciones y extras increíbles.
Realizan mensualmente ligas por nacionalidad con clasificación 
para Champions y Europa League, liga  general también mensual con varias divisiones, torneos durante todo el año, la famosa y la original carrera online con mercado de fichajes real.
Todos los años se celebra un campeonato  mundial offline accesible para cualquier jugador, en 2022 se celebra por primera  vez en España (Barcelona) el último  fin  de semana de julio.

## Desarrollo
Antes que en el apartado gráfico, el juego pone especial énfasis en el número de opciones para configurar el partido, los equipos a elegir (clubes y selecciones nacionales) y las competiciones a jugar. Los partidos se disputan desde una perspectiva casi cenital y los controles se reducen a las siguientes posibilidades: movimiento y efecto del balón (con el pad de control), pase largo, tiro a puerta, pase corto y entrada. La idea de los creadores era lograr un juego divertido y dinámico, antes que un complejo simulador de fútbol.

## Equipos
Una de las curiosidades de este videojuego (al menos en su versión para Mega Drive) es que, al no contar con ninguna licencia por parte de la FIFA, no podía utilizar los nombres reales de los futbolistas o equipos federados. Sin embargo, en Sensible Soccer se usan los mismos nombres con variaciones, introduciendo algún cambio en su deletreo (por ejemplo: "Frencisco Byyo" en lugar de Francisco Buyo o "Jusip Gyardiola" en vez de Josep Guardiola) para no pagar los derechos. En el caso de los clubes, su nombre oficial se redujo al de su ciudad: el Ajax de Ámsterdam es el "Amsterdam" y el Fútbol Club Barcelona es sólo "Barcelona". Sin embargo, las indumentarias de los equipos son réplicas muy similares a las originales.
Otro aspecto llamativo, pero ausente en alguna de las plataformas para las que fue lanzado, era la existencia de ciertos "equipos especiales" a disposición del jugador que se activaban al introducir unos códigos (trucos). Estos clubes estaban compuestos, por ejemplo, por protagonistas de películas de terror, como Freddy Krueger, Frankenstein o Drácula, o también por personajes de la saga de La Guerra de las Galaxias (cuyos nombres también fueron alterados para evitar problemas relacionados con las licencias), entre otros. Este aspecto potenció la originalidad del título.

## Secuelas
El éxito del juego propició la aparición de varias secuelas, entre ellas:
- Sensible Soccer 98[2]
- Sensible World of Soccer[3]
- Sensible Soccer 2006[4]